# Avenida Rio Branco
La avenida Rio Branco, antiguamente avenida Central, es una calle que cruza el centro de la ciudad de Río de Janeiro, Brasil. Es el buque insignia de la reforma urbana realizada por el alcalde Pereira Passos a comienzos del siglo XX. Es una de las avenidas más importantes de la ciudad, escena de muchos eventos importantes.
En el 2016, un trecho de 600 metros de la avenida fue cerrado definitivamente al tránsito de vehículos dando lugar al Boulevard Luiz Severiano Ribeiro. El paseo cuenta con 35 árboles, 1620 metros cuadrados de áreas verdes, 70 bancas e iluminación renovada.

## Historia

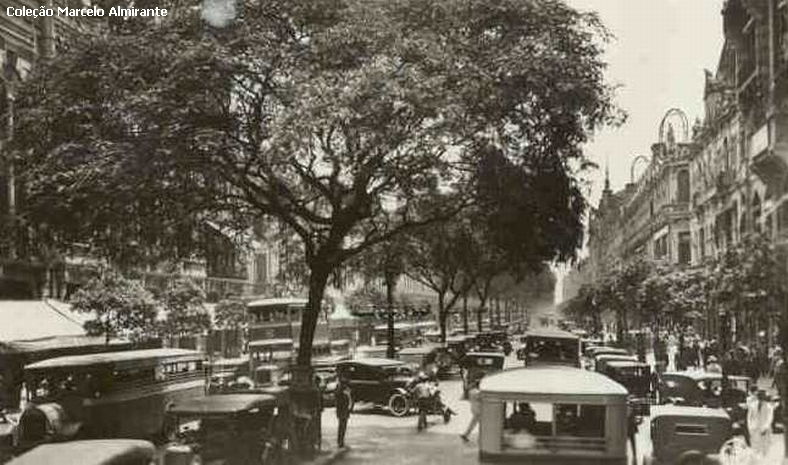
La avenida Rio Branco, ca. 1930.

En los primeros años de la República, Río de Janeiro todavía mantenía gran parte de su trama urbana colonial, que entonces parecía obsoleta y anacrónica tanto arquitectónica como urbanísticamente. Por otra parte, el antiguo centro colonial estaba superpoblado y era propenso a enfermedades como la fiebre amarilla y la viruela. En este contexto se realizó la apertura de la Avenida Central, parte de un importante programa de modernización de la ciudad siguiendo cánones urbanísticos y sanitarios europeos.
El responsable de las reformas fue el ingeniero Francisco Pereira Passos, nombrado alcalde de Río de Janeiro (entonces Distrito Federal) por el presidente Rodrigues Alves en 1902. Las obras empezaron en marzo de 1904 con la demolición de 641 casas, desplazando a unas 3900 personas. Tras seis meses de obras se abrió de extremo a extremo.
Al mismo tiempo se abrió la Avenida de Mangue, se arrasó el Monte del Senado, se ensancharon calles del centro, se urbanizó parte de la orilla de la bahía de Guanabara y comenzó la urbanización de Copacabana, entre otras intervenciones. Al final del gobierno de Pereira Passos, en 1906, la ciudad tenía un nuevo aspecto.

## Arquitectura y urbanismo

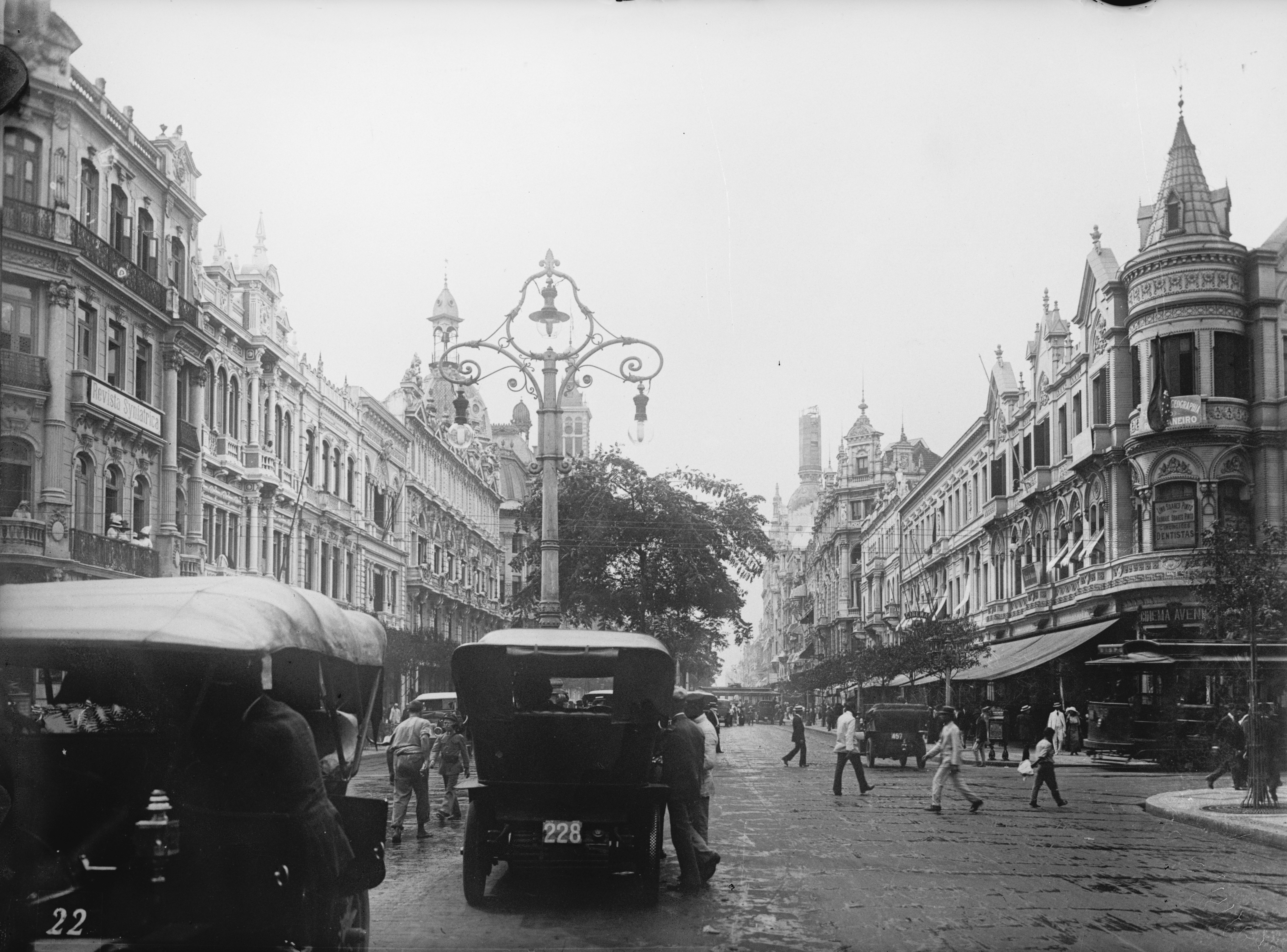
Fotografía de la avenida en los años 1910.

La Avenida Central conectaba el nuevo puerto de la ciudad(la actual Praca Maua) a la zona de Glória, que en esa época estaba en expansión urbanística. El responsable del proyecto fue el ingeniero Paulo de Frontin, director del Comité de Construcción de la Avenida Central. La nueva avenida tenía 1800 metros de longitud y 33 metros de anchura. Se demolieron trescientas casas coloniales para construir edificios modernos. Las fachadas de los edificios de la Avenida Central se eligieron en un concurso, que tuvo como jurado al alcalde Pereira Passos, Paulo de Frontin en el ministerio de transporte y obras públicas, Lauro Müller y el director general de salud pública Oswaldo Cruz, entre otros.

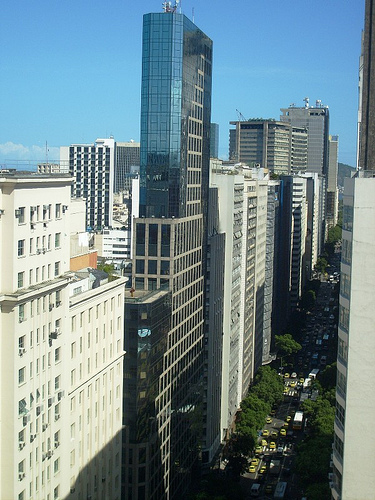
La Avenida Rio Branco en la actualidad.

Finalmente, los edificios fueron diseñados por varios arquitectos, la mayoría de origen europeo, con algunos brasileños como Heitor de Melo, Gabriel Junqueira, Francisco Monteiro de Azevedo Caminhoá y Ramos de Azevedo. El primero que se construyó, actualmente demolido, fue el Estanco de Londres. En términos estilísticos, la construcción de la Avenida Central representa el auge del estilo ecléctico monumental en Río. Además de edificios gubernamentales, se construyeron hoteles, edificios de oficinas, sedes de periódicos, clubes, etc.. El estilo predominante fue el ecléctico afrancesado, pero se siguieron otros modelos, como el ecléctico italianizante, neogótico, y neoclásico, entre otros. La avenida tenía un jardín central e iluminación eléctrica. Las aceras con mosaicos portugueses fueron realizados por artesanos de Portugal.
La Avenida Central terminaba en la Praça Floriano Peixoto (ahora llamada Cinelândia), en torno a la cual se construyeron varios edificios públicos de gran valor arquitectónico que todavía se conservan: el Teatro, la Escuela Nacional de Bellas Artes (ahora Museo Nacional de Bellas Artes) y la Biblioteca Nacional. Al final de la avenida se construyó el Palacio Monroe, sede del senado, lamentablemente destruido en 1976.
La avenida fue inaugurada el siete de septiembre de 1904 por el presidente de la República, Rodrigues Alves y abrió al tráfico el quince de noviembre de 1905. En ella se instalaron bonitos árboles, lo que comenzó el 22 de octubre de 1905 con la plantación del primer palo brasil.

### Cambios y distorsión
El 21 de febrero de 1912, el nombre fue cambiado a Avenida Rio Branco en honor al Barón de Río Branco, diplomático brasileño responsable de los tratados que garantizaron las fronteras de Brasil, que había muerto el diez de febrero.
Desde la década de 1940, con el avance del hormigón armado, que permitió la construcción de edificios más altos, la avenida se comenzó a desfigurar arquitectónicamente, al punto de que, en la actualidad, solo se conservan un puñado de los edificios originales. La mucha mayor altura de estos nuevos edificios distorsiona totalmente la escala original, y una gran parte de la calle está constantemente en sombra.
La Avenida Rio Branco continúa siendo una de las arterias más importantes de la ciudad, en la que están algunos de los bancos y empresas más importantes de Río de Janeiro.